# Acrise
Acrise är en civil parish i grevskapet Kent i sydöstra England. Den ligger i distriktet Folkestone and Hythe och utgörs av ett landsbygdsområde, beläget norr om Folkestone. Civil parishen hade 185 invånare vid folkräkningen år 2021.